# Нижнянська сільська рада
Нижня́нська сільська́ ра́да — адміністративно-територіальна одиниця та орган місцевого самоврядування в Деражнянському районі Хмельницької області. Адміністративний центр — село Нижнє.

## Загальні відомості
Нижнянська сільська рада утворена в квітні 1944 року.
- Територія ради: 30,272 км²
- Населення ради: 1 079 осіб (станом на 2001 рік)
- Територією ради протікає річка Вовк

## Історія
Хмельницька обласна рада рішенням від 7 квітня 2015 року перейменувала у Деражнянському районі Нижненську сільраду на Нижнянську.

## Населені пункти
Сільській раді підпорядковані населені пункти:
- с. Нижнє
- с. Слобідка
- с. Черешенька

## Склад ради
Рада складається з 12 депутатів та голови.
- Голова ради: Кондратюк Любов Петрівна

### Депутати
За результатами місцевих виборів 2010 року депутатами ради стали:

#### За суб'єктами висування
| Суб'єкт висування           | Кількість обраних депутатів | %    |
| --------------------------- | --------------------------- | ---- |
| Партія регіонів             | 5                           | 41,7 |
| Самовисування               | 3                           | 25   |
| Комуністична партія України | 2                           | 16,7 |
| Народна партія              | 2                           | 16,7 |

#### За округами
| № округу                    | Прізвище, ім'я, по батькові       | Дата визнання обраним | Освіта             | Партійна приналежність | Відомості про обраного депутата                |
| --------------------------- | --------------------------------- | --------------------- | ------------------ | ---------------------- | ---------------------------------------------- |
| Комуністична партія України |                                   |                       |                    |                        |                                                |
| 2                           | Курас Франц Дем'янович            | 01.11.2010            | середня            | позапартійний          | Деражня ПАЛ, майстер                           |
| 8                           | Ковальський Вячеслав Михайлович   | 01.11.2010            | середня            | позапартійний          | тимчасово не працює                            |
| Народна Партія              |                                   |                       |                    |                        |                                                |
| 6                           | Олійник Ганна Іванівна            | 01.11.2010            | вища               | позапартійна           | Деражня НВК загальноосвітня школа № 3, вчитель |
| 7                           | Бартецький Анатолій Володимирович | 01.11.2010            | середня            | позапартійний          | тимчасово не працює                            |
| Партія регіонів             |                                   |                       |                    |                        |                                                |
| 1                           | Григор'єв Михайло Юрійович        | 01.11.2010            | вища               | позапартійний          | Кальнянська загальноосвітня школа, вчитель     |
| 3                           | Йолтухівська Зоя Миколаївна       | 01.11.2010            | середня            | член Партії регіонів   | Деражня молокозавод, приймальник молока        |
| 4                           | Хитрук Валентина Іванівна         | 01.11.2010            | середня спеціальна | член Партії регіонів   | Нижнє сільська рада, секретар                  |
| 9                           | Ніколайчук Людмила Володимирівна  | 01.11.2010            | середня спеціальна | член Партії регіонів   | ЦРН, молодша медсестра                         |
| 12                          | Ковальчук Світлана Михайлівна     | 01.11.2010            | середня спеціальна | член Партії регіонів   | тимчасово не працює                            |
| Самовисування               |                                   |                       |                    |                        |                                                |
| 5                           | Саковська Людмила Анатоліївна     | 01.11.2010            | вища               | позапартійна           | Деражня УДК, нач. відділу                      |
| 10                          | Кондратюк Таїсія Володимирівна    | 01.11.2010            | середня спеціальна | позапартійна           | УПтСЗУ, бухгалтер                              |
| 11                          | Липко Надія Леонідівна            | 01.11.2010            | вища               | позапартійна           | Нижнє СБК, директор                            |